# 伊莱亚斯·布拉克
伊莱亚斯·布拉克（Elias Bracke，1998年9月26日—），比利時男子羽毛球運動員。

## 簡歷
2017年6月，伊莱亚斯·布拉克出戰立陶宛羽毛球國際賽，與法國選手利奥·罗西合作赢得男子雙打比賽冠軍。

## 主要比賽成績
只列出曾進入準決賽的國際賽事成績：
| 年份   | 賽事                 | 公開賽級別 | 項目     | 拍檔        | 成績   |
| ------ | -------------------- | ---------- | -------- | ----------- | ------ |
| 2017年 | 拉脫維亞羽毛球國際賽 | 未來系列賽 | 混合雙打 | 丽丝·贾克斯 | 準決賽 |
| 2017年 | 立陶宛羽毛球國際賽   | 未來系列賽 | 男子雙打 | 利奥·罗西   | 冠軍   |
| 2018年 | 蘇利南羽毛球國際賽   | 國際系列賽 | 男子單打 | —           | 亞軍   |
| 2019年 | 希臘羽毛球國際賽     | 未來系列賽 | 男子單打 | —           | 準決賽 |
| 2019年 | 賽普勒斯羽毛球國際賽 | 未來系列賽 | 男子單打 | －          | 準決賽 |
| 2019年 | 喀麥隆羽毛球國際賽   | 國際系列賽 | 男子單打 | －          | 準決賽 |
| 2024年 | 匈牙利羽毛球國際賽   | 國際系列賽 | 男子單打 | －          | 準決賽 |
| 2024年 | 威爾斯羽毛球國際賽   | 國際系列賽 | 男子單打 | －          | 準決賽 |

| 2007-2017年 | 首要超級賽 | 超級賽 | 黃金大獎賽 | 大獎賽 | 國際挑戰賽 | 國際系列賽 | 未來系列賽 | 其他 |

| 2018-2026年 | 總決賽 | 超級1000賽 | 超級750賽 | 超級500賽 | 超級300賽 | 超級100賽 | 國際挑戰賽 | 國際系列賽 | 未來系列賽 | 其他 |